# Acanthodelta illustrata
Acanthodelta illustrata är en fjärilsart som beskrevs av Walker 1858. Acanthodelta illustrata ingår i släktet Acanthodelta och familjen nattflyn. Inga underarter finns listade i Catalogue of Life.